# 長谷川郁夫
長谷川 郁夫（はせがわ いくお、1947年12月15日 - 2020年5月1日）は、日本の文芸編集者・評論家。元小澤書店社長、大阪芸術大学教授も務めた。日本編集者学会初代会長。

## 来歴・人物
神奈川県生まれ。早稲田大学文学部卒業。大学在学中の1971年に小沢(小澤)書店を創立。約六百数十点の文芸書の編集・制作に携わったが、2000年秋、東京地裁に自己破産を申請し倒産した。のち編集プロダクションを主宰し、長谷川郁夫事務所取締役、法政大学兼任講師。2007年から、大阪芸術大学教授、2013年から同芸術学部文芸学科長（2020年3月まで）。2010年2月日本編集者学会を発足し会長。
編集した書籍に「青山二郎文集」、「小川国夫全集（全14巻）」（各・小澤書店、1991～1995）、「田村隆一全集（全6巻）」（河出書房新社、2010～2011）などがある。前者2名は作家論も書いている。最後の編集は長年担当した「高橋英夫著作集」（全8巻、河出書房新社）だった。
特に若き日に編集担当した吉田健一、堀口大學は、回想・評伝を長期連載。前者で2014年に大佛次郎賞を受賞。また『美酒と革嚢－第一書房・長谷川巳之吉』で、芸術選奨文部科学大臣賞と、やまなし文学賞を受賞した。
2020年5月1日、食道がんのため、死去。72歳没。
追想集『Editorship 6　追悼・長谷川郁夫』（日本編集者学会編、田畑書店、2021年6月）が出版された。

## 受賞
- 2007年、芸術選奨文部科学大臣賞(第57回・平成18年度)「美酒と革嚢－第一書房・長谷川巳之吉」
- 2007年、日本出版学会賞(特別賞)「美酒と革嚢」
- 2007年、やまなし文学賞(研究・評論)「美酒と革嚢」
- 2014年、大佛次郎賞(第41回)「吉田健一」

## 著書
- 『われ発見せり 書肆ユリイカ・伊達得夫』 書肆山田、1992.6
- 『美酒と革嚢 第一書房・長谷川巳之吉』 河出書房新社、2006.8
- 『藝文往来』 平凡社、2007.2
作家たちとの交流・回想記
- 『本の背表紙』 河出書房新社、2007.12
回想を交えた作家たちの肖像
- 『堀口大學　詩は一生の長い道』 河出書房新社、2009.11
「三田文學」に長期間連載した。冒頭の回想を交え、終戦までの前半生を描く
- 『知命と成熟 13のレクイエム』 白水社、2013.11
深い交流があった作家・評論家13名の「偏愛的作家論」
- 『吉田健一』 新潮社、2014.9
「新潮」に連載、膨大な資料をもとに生涯と作品の全容を明らかにした評伝の大著
- 『編集者 漱石』新潮社、2018.6